# Meringopus persicator
Meringopus persicator là một loài tò vò trong họ Ichneumonidae.